# Oud

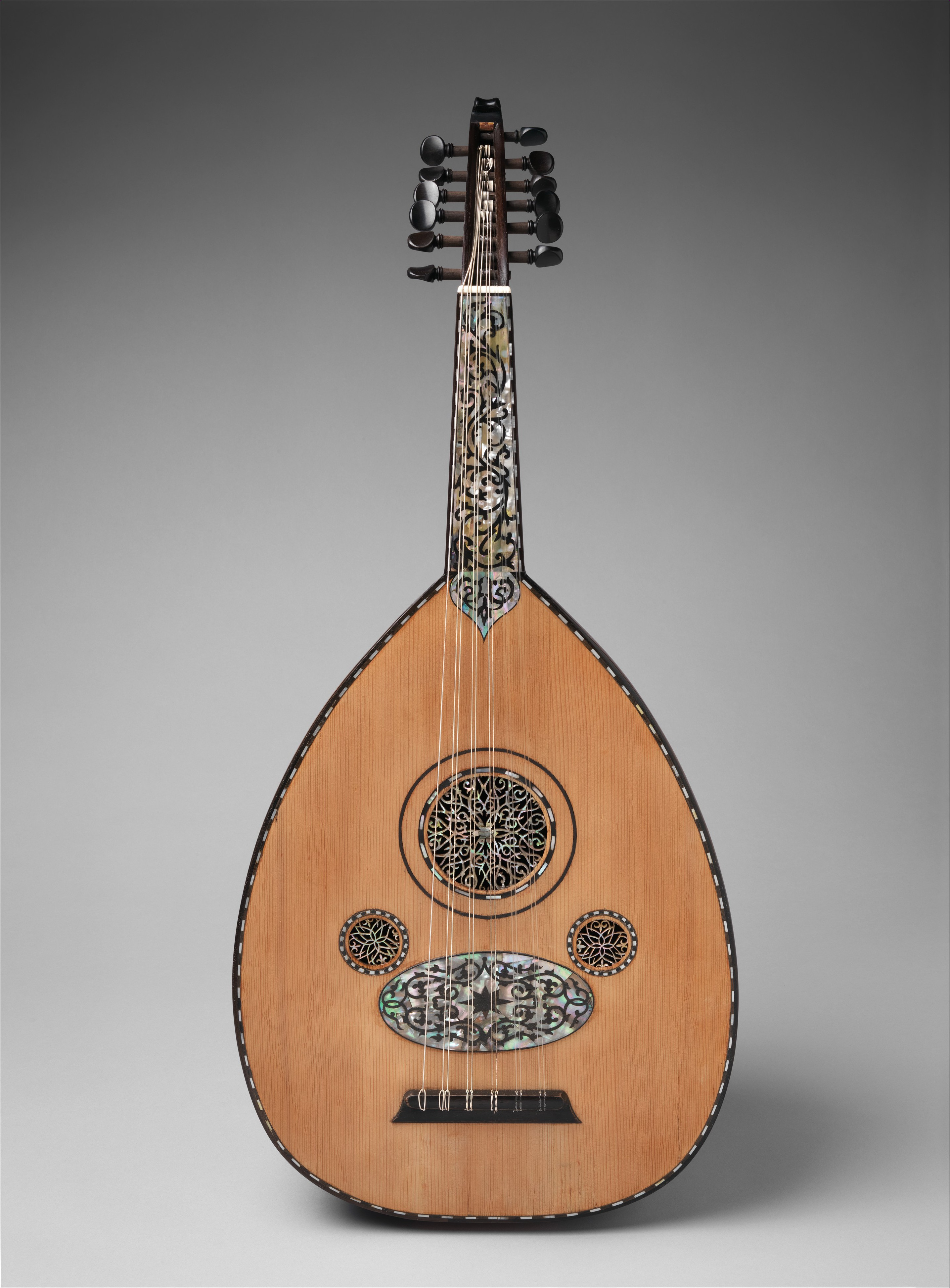
Arabische Oud

Die Oud oder Ud, auch im Maskulinum gebräuchlich (arabisch عود, DMG ʿūd, maskul. Sg., mit Artikel: arabisch العود, DMG al-ʿūd), ist eine zu den Schalenhalslauten gehörende Kurzhalslaute aus Vorderasien. Als Vorläufer der europäischen Laute kam das ursprünglich wohl in Persien beheimatete Instrument mit der arabischen Expansion im 7. bis 9. Jahrhundert und über die Mauren in Andalusien wie auch über heimkehrende Kreuzfahrer nach Europa. Auch Knickhalslauten in Transkaukasien gehen auf die Oud zurück. Oud bedeutet „Holz“; in jüngster Zeit ist jedoch auch eine Etymologie über persisch rud, „Saiteninstrument“, vorgeschlagen worden. In der heutigen iranischen Musik wird die arabische Laute in persischer Spieltradition auch als بربط / barbaṭ bezeichnet.
Die arabische Laute gilt unter den nahöstlichen Saiteninstrumenten als das flexibelste und dynamischste. Sie ist heute auch in der Volksmusik ein verbreitetes Instrument. Die große Varietät der Spielweisen und Stimmungen machte sie zugleich zu einem wichtigen Instrument der höfischen Musik. Sie wurde als „Fürst der Musikinstrumente“ bezeichnet und zu einem beliebten Gegenstand systematischer musiktheoretischer Traktate, wodurch sie in der arabischen Musikkultur allgegenwärtig geworden ist. „Herstellen und Spielen der Oud“ wurde 2022 auf Antrag Irans und Syriens in die UNESCO-Liste des immateriellen Kulturerbes der Menschheit aufgenommen.

## Geschichte

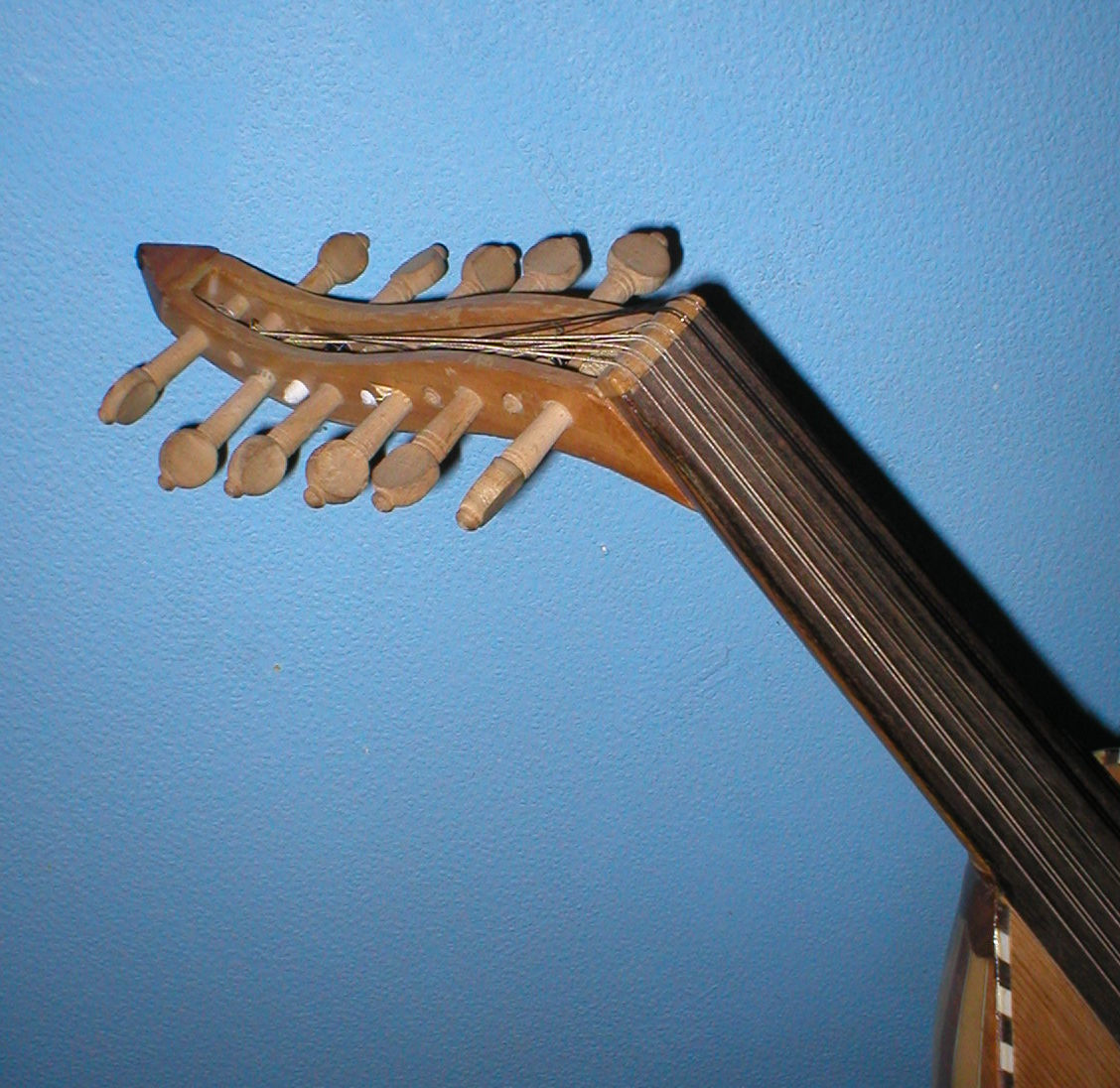
Wirbelkasten einer Oud

Der Ursprung der arabischen Laute ist nicht abschließend geklärt. Wahrscheinlich übernahmen die Araber die mit einer Holzdecke versehene dickbauchige Form der persischen Laute Barbat und setzten sie an die Stelle eines älteren birnenförmigen Instruments vom Typ der türkischen Laute Kopuz oder des hautbedeckten jemenitischen Qanbus. Saiteninstrumente ähnlich der Laute gab es jedoch bereits bei den Sumerern, den Babyloniern und im Alten Ägypten und waren offenbar auch im vorislamischen Arabien bereits im Gebrauch. Mittelalterliche muslimische Gelehrte wie al-Masʿūdī oder al-Fārābī, der die Oud im 10. Jahrhundert in einem musiktheoretischen Traktat ausführlich beschrieb, sahen die Ursprünge der Oud entweder in der griechischen Kultur oder schrieben ihre Erfindung dem biblischen Lamech zu. Dieser habe dem Mythos zufolge den Leichnam seines verstorbenen Sohnes in seiner Trauer an einem Baum aufgehängt und sei von der Skelettform zur Gestaltung des Instruments inspiriert worden.
Die älteste Abbildung einer Oud findet sich auf einem auf das Jahr 868 datierten Elfenbeingefäß aus Córdoba in al-Andalus.
In der arabischen Musik wurde die Oud zunächst eingesetzt, um im Stegreif erfundene Lieder vorzutragen. Aufbau und Form des Instruments unterlagen dabei im Laufe der Jahrhunderte einem steten Wandel: Während die älteren Lauten der Form einer Mandel ähnelten und im Allgemeinen aus einem Stück gefertigt waren, nahmen spätere Instrumente eine rundere Form an und waren aus mehreren Teilen zusammengesetzt; insbesondere wiesen sie dann oft einen separaten Hals auf. Und während in einer von einem führenden Musiker am Fatimiden-Hof angefertigten Bauanweisung aus dem 11. Jahrhundert noch empfohlen wurde, nur eine einzige Sorte Holz für die Herstellung zu verwenden, nämlich das der Zypresse, bestand die von Guillaume-André Villoteau in der Description de l’Égypte beschriebene Oud aus insgesamt neun verschiedenen Holzarten.
Im Mittelalter fand die Oud einerseits auf dem Wege über al-Andalus und der Iberischen Halbinsel im Westen und andererseits durch zurückkehrende Kreuzfahrer über Byzanz ihren Weg nach Europa. Troubadours, Trouveres und Wandermusikanten begleiteten mit dem Instrument ihren Gesang. Im 16. Jahrhundert erreichte die Popularität der Laute in Europa ihren Höhepunkt. Die Namen, die dem Instrument in verschiedenen europäischen Sprachen gegeben wurden – deutsch Laute, portugiesisch alaude, spanisch laud, französisch luth, italienisch liuto oder auch englisch lute –, lassen sich alle von dem arabischen Wort al-Oud ableiten.

## Aufbau und Material
Der dickbäuchige, halbbirnenförmige Schalenkorpus ist seit spätestens dem 9. Jahrhundert aus mehreren Holzspänen zusammengesetzt. Die Decke verfügt über ein mit rosettenartiger, arabesker Schnitzerei versehenes Schallloch. Am Hals befindet sich der nach hinten abgeknickte Wirbelhalter.
Die heutige Oud besitzt im Unterschied zur europäischen Laute keine Bünde und hatte vom 7. bis ins 9. Jahrhundert meist vier Saiten. Der Legende nach fügte der berühmte Musiker und Musiktheoretiker Ziryab eine fünfte Saite hinzu. Heute wird die Oud doppelchörig (meist mit sechs Saitenpaaren oder fünf Chören und einer Einzelsaite) bespannt, moderne Saiten werden gewöhnlich (nach dem Vorbild der Konzertgitarre) aus Nylonseide hergestellt, wobei die Bass-Saiten mit Metalldraht – etwa aus Silber, Kupfer oder verschiedenen Legierungen – umsponnen sind. Vor dem Aufkommen moderner Verfahren der fabrikmäßigen Saitenherstellung dienten, abhängig von Epoche und regionalen Gegebenheiten, verschiedenste Werkstoffe zu diesem Zweck, beispielsweise Naturdarm, Seide, Tiersehnen, Leder und diverse Naturfasern.

## Zupftechnik

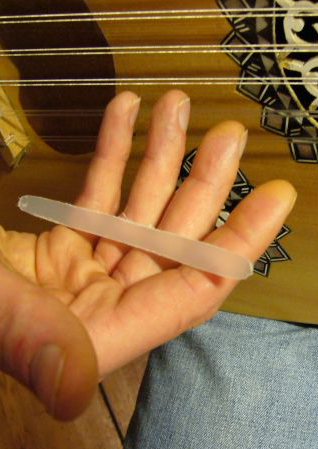
Haltung der rischa in der Handinnenfläche

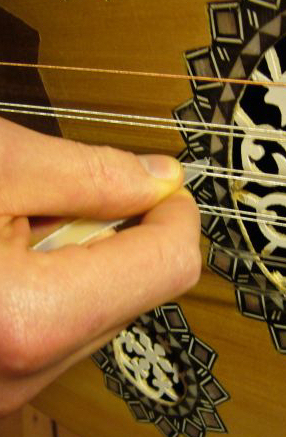
Spielhaltung

Ähnlich wie bei den meisten Instrumenten aus der Familie der Lauten (dazu gehören so unterschiedliche Vertreter wie die Mandoline und die Sitar) erzeugt der Spieler der Oud den Ton, indem er die Saiten mit Hilfe eines Plektrums zupft.
Der arabische Fachbegriff für das Oud-Plektrum lautet rischa, man stellte es ursprünglich aus dem Kiel einer Adlerfeder her. Diese Herstellungsweise ist heutzutage selten geworden, man benutzt stattdessen meist ähnlich geformte, längliche Kunststoffstücke. Die rischa wird in der Handinnenfläche gehalten, was die Zupftechnik bei der Oud relativ schwer erlernbar macht; es kommt hinzu, dass die doppelchörigen Oud-Saiten in ihrer Ansprache weniger leicht kontrollierbar sind als einzelne Saiten.
Die unbedingte rhythmische Sicherheit auch in schnellsten, häufig asymmetrisch akzentuierten Tonfolgen (in der traditionellen arabischen Musik sind komplexe rhythmische Muster typisch) gilt daher als besonderes Kennzeichen des Virtuosen.

## Stimmung
Eine allgemein akzeptierte Stimmung der Oud gibt es nicht, insbesondere gibt es markante Unterschiede zwischen der arabischen und der türkischen Musiktradition. Hierbei kann, stark verallgemeinernd, gesagt werden, dass erstere zu einem sonoreren Klangideal tendiert, das die Saiten vergleichsweise tief einstimmt, während letztere höhere Stimmungen und einen daraus resultierenden brillanteren Instrumentalklang bevorzugt. Diesen ästhetischen Maßgaben tragen auch gewisse instrumentenbauerische Eigenheiten beider Musikkulturen Rechnung. Von der (theoretisch als Normalfall betrachteten) Stimmung in Quarten gibt es gleichfalls zahllose Ausnahmen. Gewisse Stimmungen gelten als charakteristisch für bestimmte Musiker, Musikerfamilien oder Regionen, außerdem kann der Charakter eines Stückes oder der maqām (Modus), in dem es steht, häufig den Gebrauch von Skordaturen nahelegen. Die Oud-Virtuosen des 20. Jahrhunderts haben teils sehr komplizierte Stimmungssysteme entwickelt, bei denen die „äußeren“, also beiderseits zum Rand des Griffbretts aufgespannten Saiten als Bässe und die inneren Saiten dem Melodiespiel dienen.

### Arabische Stimmungen (Beispiele)
C(C) - GG - AA - dd - gg - c'c'

E(E) - AA - DD - gg - cc - f'f'

### Türkische Stimmungen (Beispiele)
E - AA - HH - ee - aa - d'd'

C# - F#F# - HH - ee - aa - d'd'

H - F#F# - HH - ee - aa - d'd'

D - AA - HH - ee - aa - d'd'

## Entwicklungen im 20. und 21. Jahrhundert
Zu den auch in Mitteleuropa bekannten Virtuosen auf diesem orientalischen Instrument zählen beispielsweise Rabih Abou-Khalil und Anouar Brahem. Ein weiterer bedeutender Innovator im 20. Jahrhundert war Munir Baschir, der wie die Vorgenannten einen großen Teil seines Schallplattenwerkes in Europa einspielte. Der erste Musiker, der mit der Oud im Jazz-Kontext experimentierte, war Mitte der 1950er Jahre der zunächst als Kontrabassist bekannt gewordene Ahmed Abdul-Malik. Der nach dem Zweiten Weltkrieg zuerst in Khartoum entstandene urbane sudanesische Oud-Stil, dem auch Abdul-Malik ursprünglich entstammt, gelangte seit den 1970er Jahren durch mehrere kommerziell recht erfolgreiche Platteneinspielungen von Hamza El Din zu einiger Popularität in Europa und Nordamerika. 1998 entstand in Kairo das Haus des arabischen Oud. Die französisch-algerische Folktronica-Band Speed Caravan verwendet eine elektrische, der E-Gitarre entsprechende Stromversion der Oud.

## Liste bekannter Oudisten
- Abu Yahyah ibn Soraidj (gestorben um 725), türkisch-arabischer Spieler der persischen Laute
- Ibrahim Museli (742–803), Persien
- Ziryab (789–857), Irak, Andalusien
- Nevres Bey (1873–1937), Türkei
- Şerif Muhiddin Targan (1892–1967), Türkei
- Yorgo Bacanos (1900–1977), Türkei
- Farid el-Atrache (1915–1974), Syrien, Ägypten
- Hudeydi, bürgerlich: Ahmed Ismail Hussein (1928–2020), Somalia
- Hamza El Din (1929–2006), Ägypten
- Munir Baschir (1930–1997), Irak
- Cinuçen Tanrıkorur (1938–2000), Türkei
- Marcel Khalifé (* 1950), Libanon
- Roman Bunka (1951–2022), Deutschland
- Mourad Schmitt (Deutschland)
- Risgar Koshnaw (* 1952), Irak, Österreich
- Farid Ferragui (* 1953), Algerien
- Yair Dalal (* 1955), Israel
- Anouar Brahem (* 1957), Tunesien
- Rabih Abou-Khalil (* 1957), Libanon, Deutschland
- Ara Dinkjian (* 1958), USA
- Mehmet Cemal Yeşilçay (* 1959), Türkei
- Haig Yazdjian (* 1959), Armenien, Syrien, Griechenland
- Naseer Shamma (* 1963), Irak
- Charbel Rouhana (* 1965), Libanon
- Gülçin Yahya Kaçar (* 1966), Türkei
- Yurdal Tokcan (* 1966), Türkei
- Marwan Abado (* 1967), Libanon, Österreich
- Dhafer Youssef (* 1967), Tunesien, Frankreich
- Achref Chargui, Tunesien
- Driss El Maloumi (* 1979), Marokko
- Elias Nardi (* 1979), Italien
- Joseph Tawadros (* 1983), Australien, Ägypten
- Alaa Zouiten (* 1985), Marokko
- Amine M‘Raihi (* 1986), Tunesien, Schweiz
- Mohamed Abozekry (* 1991), Ägypten
- Mansour Nariman, Iran
- Ali Pajouheshgar, Iran
- Saif Karomi, Irak, Deutschland

Le Trio Joubran besteht aus drei Oud spielenden Brüdern aus Palästina.

## Liste bekannter Instrumentenbauer
- Muhamad Fadil al-Awad (Mohammed Fadel), Irak
- Abdo Nahat, Syrien
- Maurice Farouk Shehata, Ägypten
- Manol (Emmanuel Venios) (1845–1915), Türkei, Istanbul
- Onnik Garibyan (1900–?), Schüler von Manol, Türkei, Istanbul
- Mihran Keresteciyan (1865–1940)
- Kirkor Kahyayan (1875–1933)
- Hadi Usta (?–?), Schüler von Mano, Istanbul
- Nihat Ihvan (1870–?), Damaskus, Istanbul
- Sabri Göktepe (1928–2000)
- Faruk Türünz (1944)
- Barış Yekta Karatekeli, Izmir
- Meher Sherif (Maher Cherif; * 1962), Tunesien[14]